# Увэй (Аньхой)
Увэ́й (кит. упр. 无为, пиньинь Wúwéi) — городской уезд городского округа Уху провинции Аньхой (КНР).

## История
Во времена империи Суй в 581 году был основан посёлок Увэй. Во времена империи Сун в 978 году был создан Увэйский военный округ (无为军). В 1070 году был образован уезд Увэй.
После монгольского завоевания и образования империи Юань уезд в 1277 году оказался в составе региона Увэй (无为路). В 1291 году регион был понижен в статусе, и стал областью Увэй (无为州). Во времена империй Мин и Цин Увэйская область была подчинена Лучжоуской управе (庐州府), а уезд Увэй был расформирован. После Синьхайской революции в Китае была проведена реформа структуры административного деления, в ходе которой области и управы были упразднены; в 1912 году на землях, ранее напрямую подчинявшихся областным властям, был вновь создан уезд Увэй.
После того, как во время гражданской войны эти места в 1949 году перешли под контроль коммунистов, уезд вошёл в состав образованного тогда же Специального района Чаоху (巢湖专区). В 1952 году Специальный район Чаоху был расформирован, и уезд перешёл в состав Специального района Уху (芜湖专区). В 1965 году Специальный район Чаоху был воссоздан, и уезд вернулся в его состав. В 1971 году Специальный район Чаоху был переименован в Округ Чаоху (巢湖地区).
В 1999 году округ Чаоху был преобразован в городской округ.
В 2011 году городской округ Чаоху был расформирован, и уезд Увэй был передан в состав городского округа Уху.
В декабре 2019 года уезд Увэй был преобразован в городской уезд.

## Административное деление
Городской уезд делится на 18 посёлков и 2 волости.